# Družetić
Družetić (en serbe cyrillique : Дружетић) est un village de Serbie situé dans la municipalité de Koceljeva, district de Mačva. Au recensement de 2011, il comptait 589 habitants.
Družetić est situé sur les bords de l'Ub, un affluent de la Tamnava.

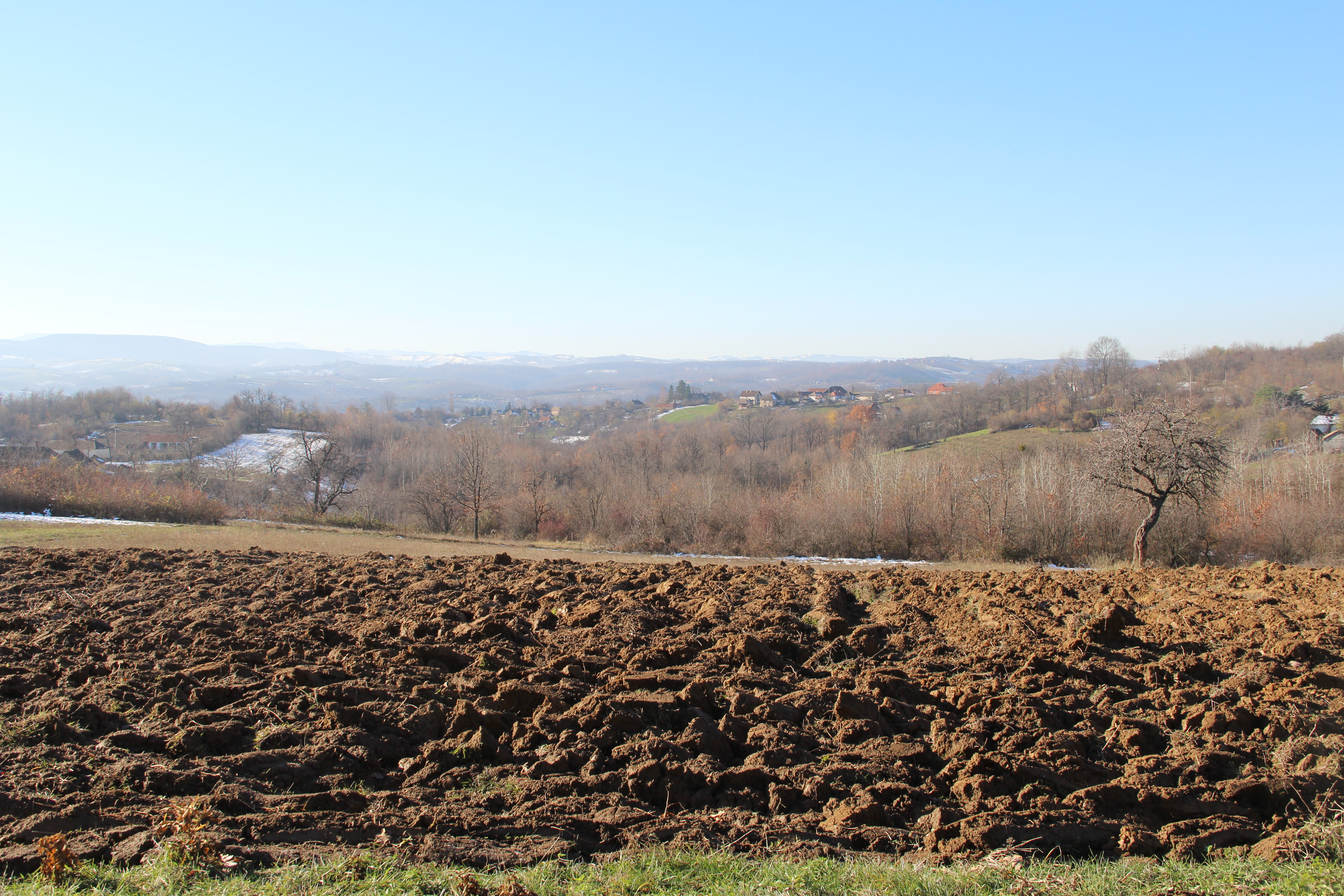
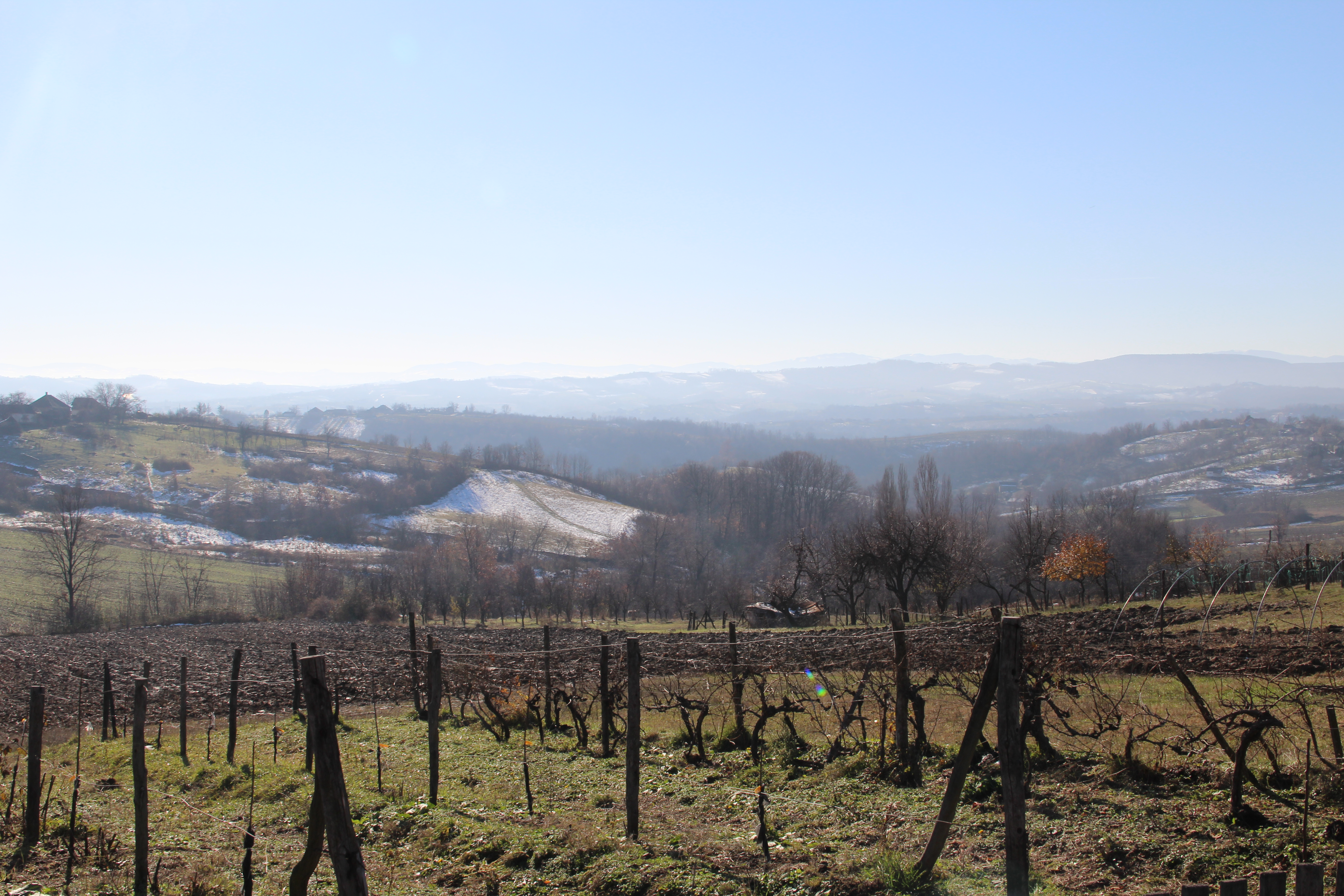
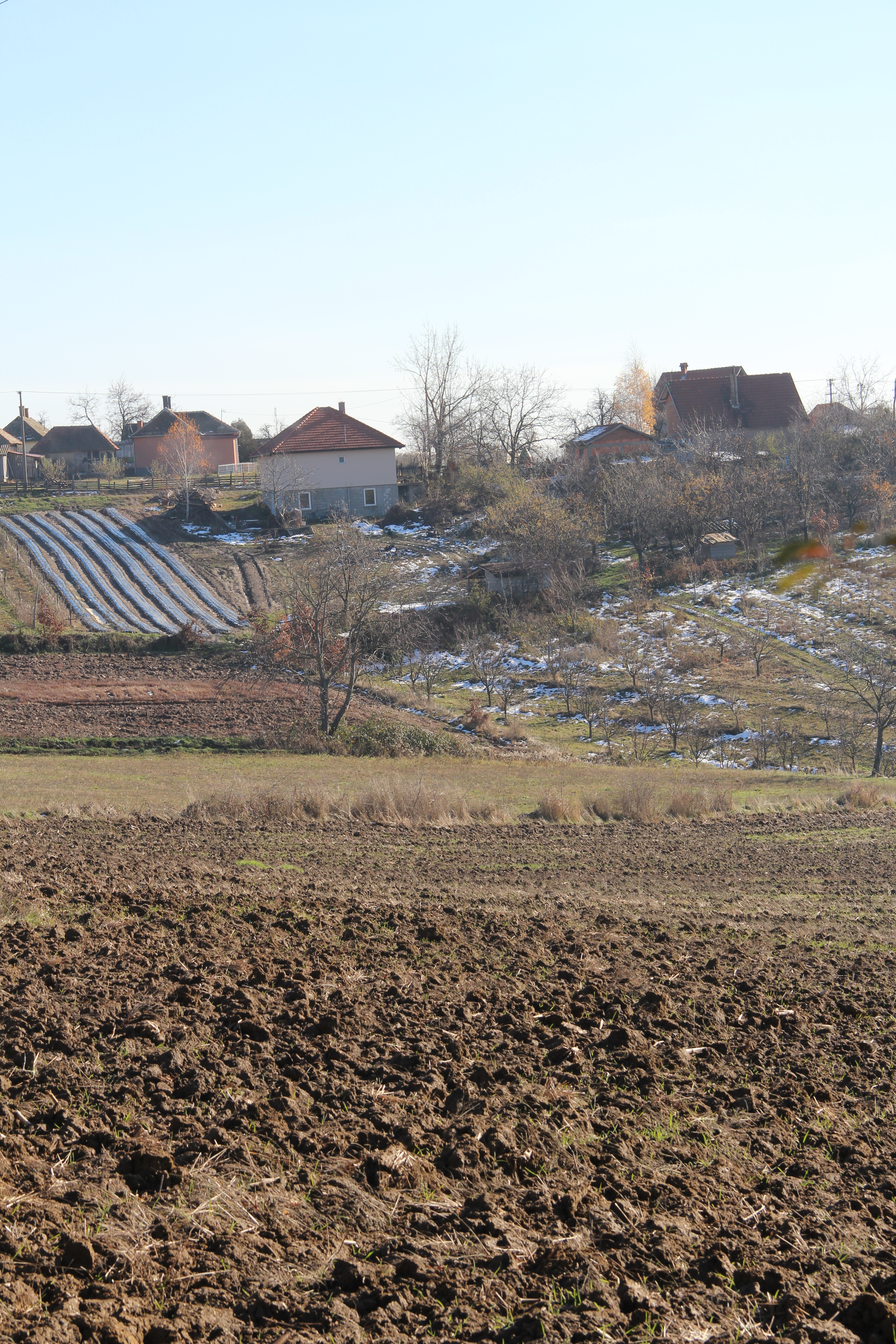
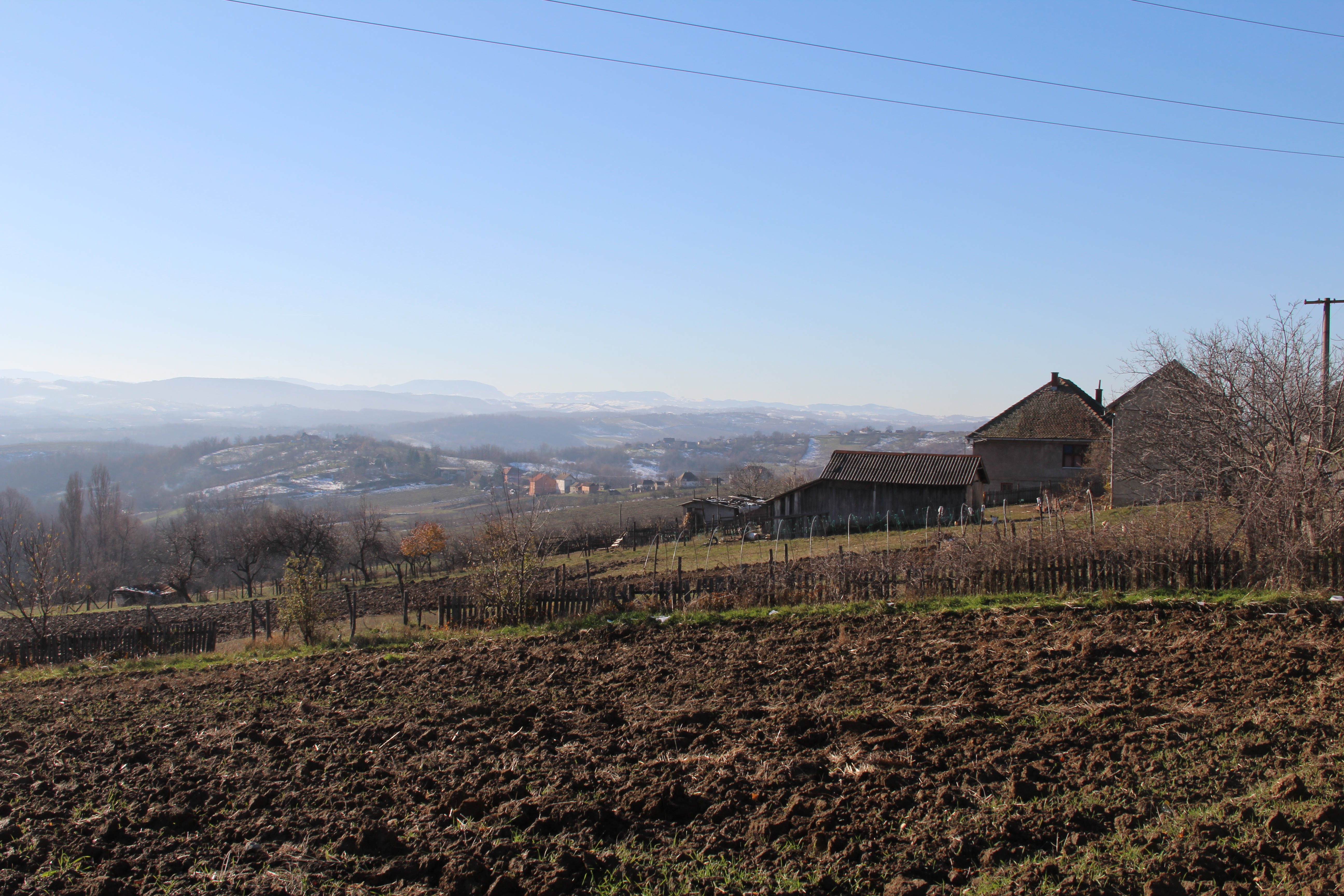
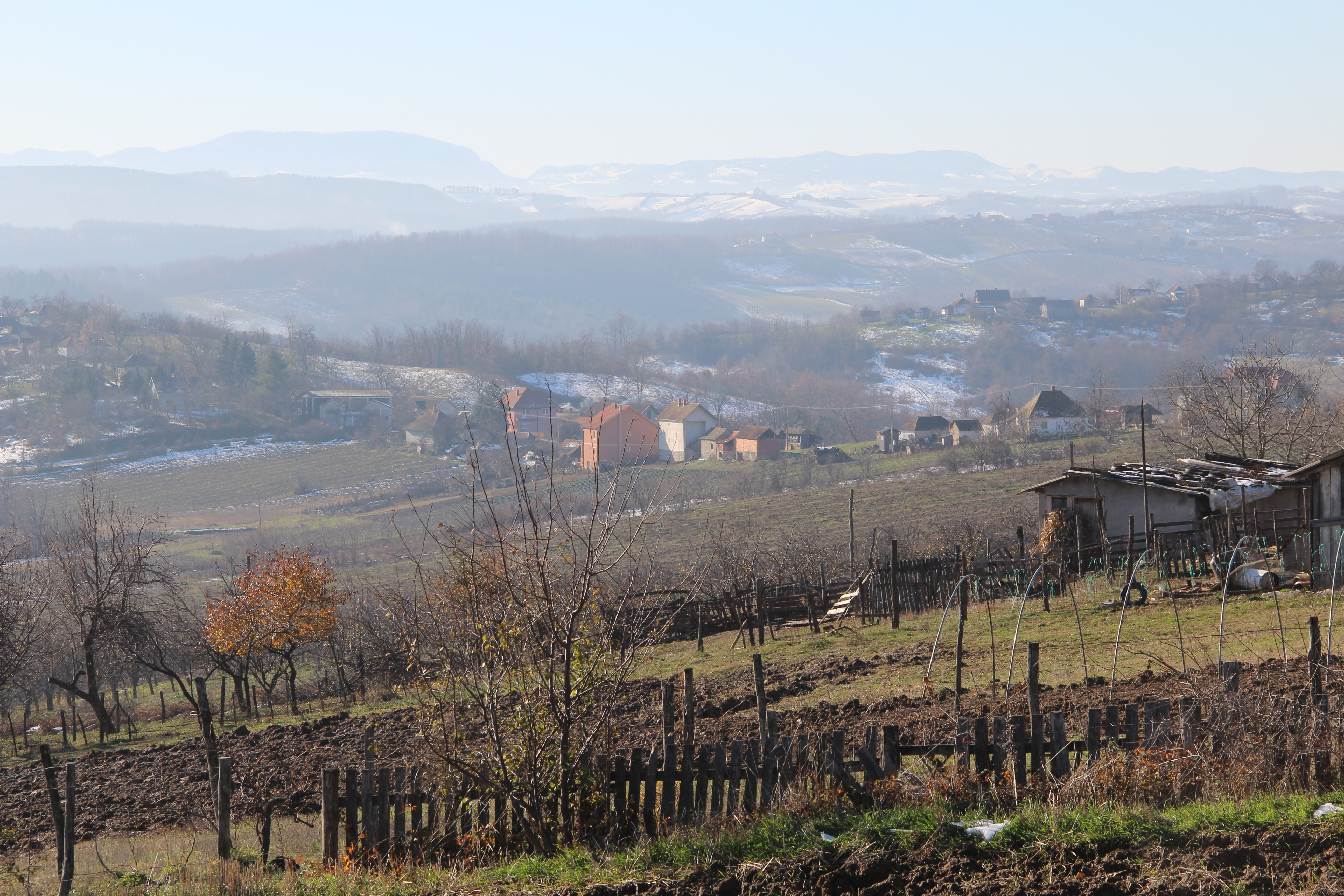
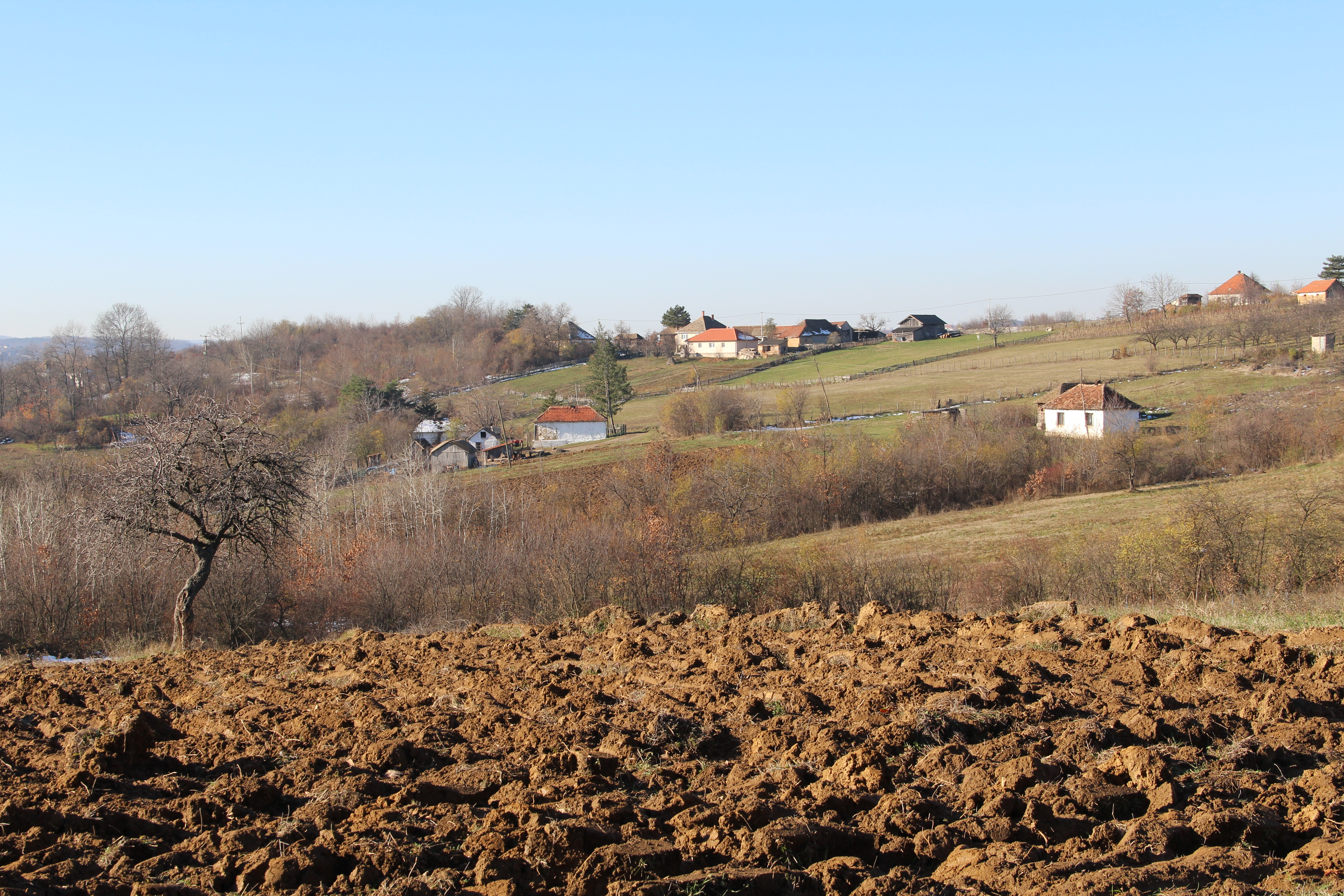
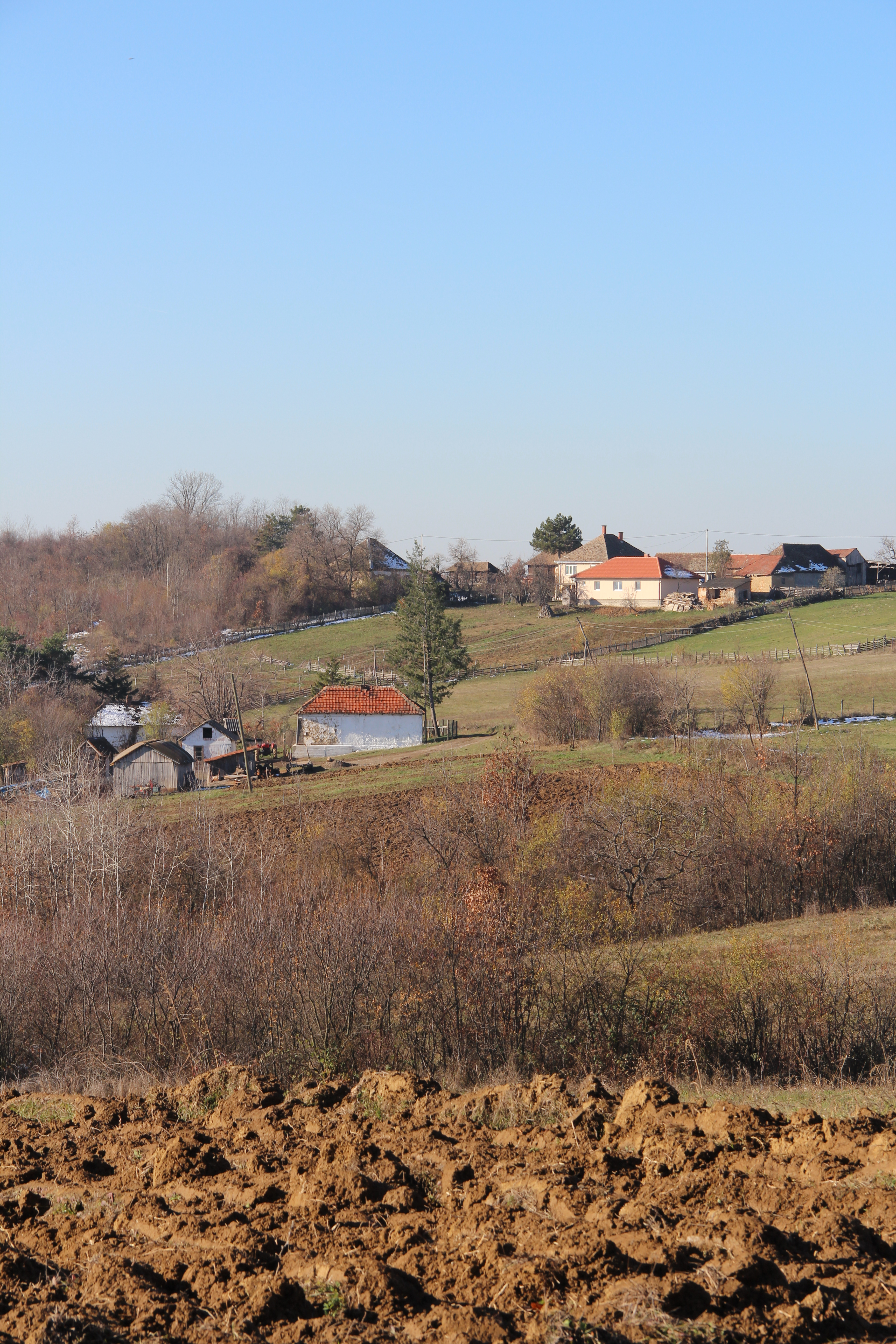
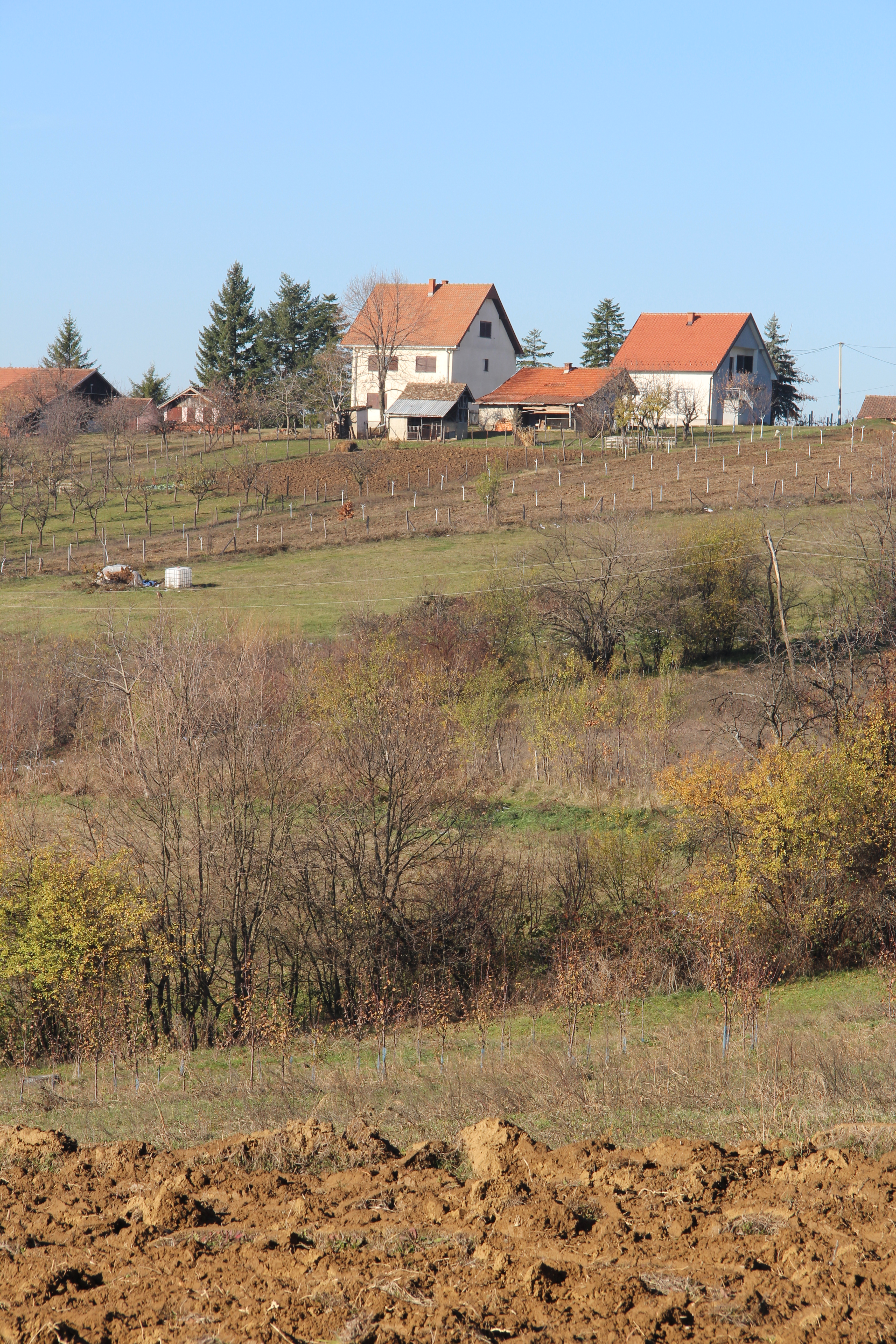

## Démographie
| 1948  | 1953  | 1961  | 1971  | 1981 | 1991 | 2002 | 2011 |
| ----- | ----- | ----- | ----- | ---- | ---- | ---- | ---- |
| 1 205 | 1 181 | 1 104 | 1 012 | 983  | 812  | 669  | 589  |

|  |